# Silvio Rodriguez
Silvio Rodríguez Domínguez (født 29. november 1946 i San Antonio de los Baños, Cuba) er en cubansk musiker, digter og sangskriver. Han var sammen med en række andre cubanske musikere (deriblandt Pablo Milánes, Noel Nicola, Vicente Feliú) med til at stifte nueva trova omkring 1968/69, hvor de med fundament i den traditionelle trova (en slags cubansk folkemusik) reagerede poetisk politisk på den nye situation som revolutionen i 1958 havde bragt til Cuba. De skrev sange om alvorlige emner som fx socialisme, sexisme, racisme, uretfærdighed og kolonialisme.
Silvio Rodríguez fik sin albumdebut i 1968-69 med Pluma en ristre og er stadig aktiv.